# Zespół braku pępowiny

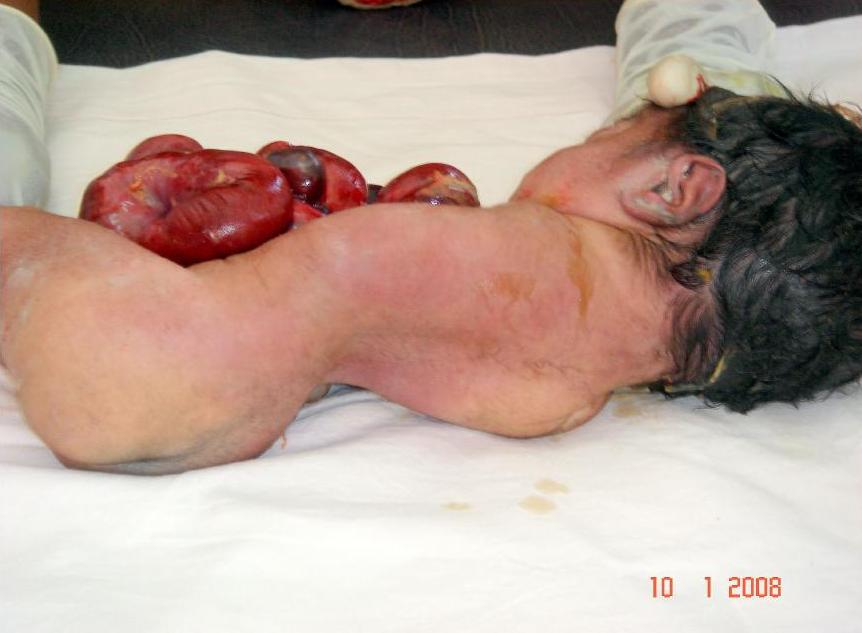
Martwo urodzone dziecko z LBWC, widać kifoskoliozę i brak górnej kończyny

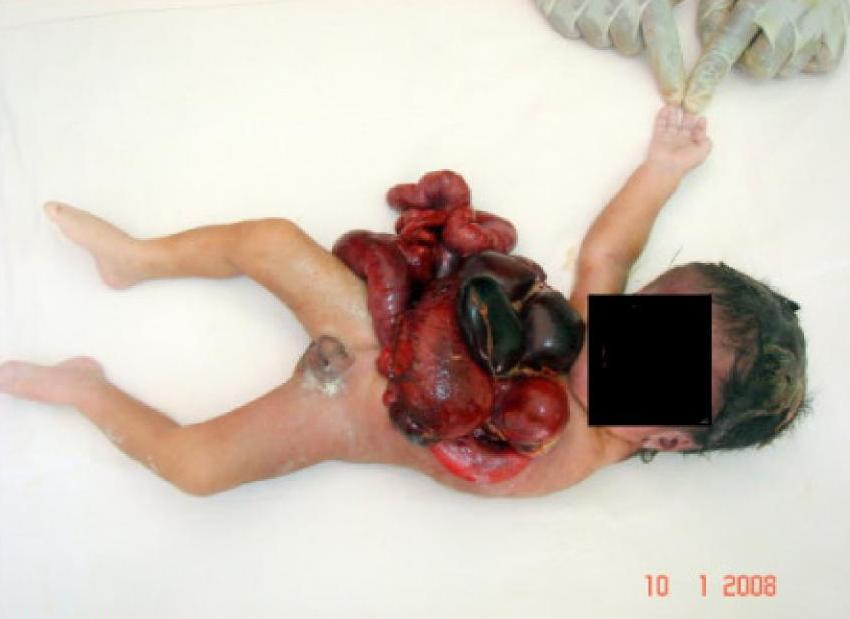
To samo dziecko, widoczne wytrzewienie narządów jamy brzusznej i klatki piersiowej (thoracoabdominoschisis)

Zespół braku pępowiny (ang. limb-body wall complex, LBWC, także body stalk anomaly, cyllosomas, tethered fetus syndrome) – rzadki, bez wyjątku letalny zespół wad wrodzonych związanych z brakiem pępowiny, malformacjami ośrodkowego układu nerwowego i wadami o charakterze rozszczepów. Wytrzewione narządy jamy brzusznej z powodu braku pępowiny są często zrośnięte z płodową powierzchnią łożyska. LBWC stanowi część spektrum zespołów/kompleksów/sekwencji wad, w którym leży również wynicowanie kloaki (exstrophy of the cloaca, EC) znane też jako asocjacja OEIS, i sekwencja malformacyjna przegrody moczowo-płciowej (urorectal septum malformation sequence). Fenotypy tych trzech grup wad nakładają się. Sugeruje się, że wszystkie trzy mogą mieć wspólny, niewyjaśniony jeszcze mechanizm patogenetyczny.
Na zespół braku pępowiny (LBWC) składają się:
- eksencefalia lub przepuklina mózgowa (encephalocele),
- rozszczepy twarzy,
- rozszczepy klatki piersiowej i (lub) powłok jamy brzusznej,
- wady kończyn.

Dodatkowymi cechami LBWC mogą być:
- deformacje i dysrupcje związane z pasmami owodni,
- szerokie pasma owodni łączące ubytek czaszki i łożysko,
- wady układu moczowo-płciowego,
- atrezja odbytu,
- przepuklina oponowa odcinka lędźwiowo-krzyżowego,
- nieprawidłowości łożyska.

Na obraz wynicowania kloaki składają się:
- niezamknięcie dolnej części powłok jamy brzusznej,
- przepuklina pępkowa,
- przemieszczony pęcherz moczowy,
- niewykształcone narządy płciowe zewnętrzne,
- atrezja odbytu,
- przepuklina oponowo-rdzeniowa.

Z wynicowaniem kloaki równoznaczny jest termin asocjacji OEIS, gdzie OEIS jest akronimem od:
- omphalocele,
- exstrophy of bladder,
- imperforate anus,
- spinal defects.

Na URSMS składają się:
- nieobecne ujście cewki moczowej i odbyt,
- niewykształcone narządy płciowe zewnętrzne,
- agenezja nerek;

dodatkowymi cechami mogą być:
- agenezja, hipoplazja lub dysplazja pęcherza moczowego, macicy i pochwy,
- wady przewodu pokarmowego,
- hipoplazja lub dysgenezja odcinka lędźwiowego kręgosłupa i kości krzyżowej.

## Etiologia
Etiologia LBWC, EC (OEIS) i URSMS pozostaje niewyjaśniona. Proponowano udział niezidentyfikowanego teratogenu, donoszono o przypadkach LBWC u matek uzależnionych od kokainy, znany jest też przypadek dziecka rodziców pracujących w fabryce rozpuszczalników organicznych. Liczne są doniesienia o związku LBWC z zespołem pasm owodniowych. Inne teorie tłumaczące ten zespół wad sugerują, że nieprawidłowości powstają na etapie tarczki zarodkowej, lub są konsekwencją dysrupcji naczyniowej dotyczącej krążenia płód-łożysko. Nieprawidłowości chromosomalne u płodów z LBWC są rzadkie (np. 46,XX/47,XX,+ 2), donoszono o rodzinnym występowaniu schorzenia.

## Epidemiologia
Częstość LBWC szacuje się na 0,7:10 000 urodzeń. Znacznie częstsze są inne wady powłok brzusznych, omphalocele i gastroschisis.

## Rozpoznanie
LBWC jest rozpoznawany, zwykle na wczesnym etapie ciąży. Rozpoznanie stawiano w 18. i 12. Hbd. Ponieważ rokowanie jest bez wyjątku złe, zaleca się terminację ciąży.